# Parc d'État de Prophetstown
Le Parc d'État de Prophetstown (en anglais Prophetstown State Park) est situé près de la ville de Battle Ground, dans l'État de l'Indiana, à environ un kilomètre et demi à l'est du site de la bataille de Tippecanoe, près de l'emplacement du village amérindien du Grand Chef Tecumseh.
Fondée en 2004, le Parc d'État de Prophetstown est le plus récent parc d'État de l'Indiana. Le parc abrite le Musée de Prophetstown, qui recrée un village amérindien des années 1920 à l'époque de l'ère agricole.